# Handball-Regionalliga Süd 1981/82
Die Saison 1981/82 der Handball-Regionalliga Süd war die dreizehnte Spielzeit, welche der Süddeutsche Handballverband (SHV) organisierte und erstmals die RL-Süd als dritthöchste Spielklasse im deutschen Ligensystem geführt wurde. Mit Einführung der 2. Handball-Bundesliga ab der laufenden Saison dienten alle fünf  Regionalligen von da an als Unterbau für die neue 2. Liga.

## Saisonverlauf
Süddeutscher Meister und Aufsteiger in die 2. Bundesliga wurde der TSV Heiningen 1892. Vizemeister ohne
Aufstiegsrecht der TSV 1895 Oftersheim. Die Absteiger in die Oberligen waren Post SV Regensburg,
SV 1899 Niederbühl, TSV 1860 Ansbach und SG 07 St.Leon.

### Modus
Zwölf Mannschaften spielten eine Hin- und Rückrunde um die süddeutsche Meisterschaft und den Aufstieg
in die 2. Bundesliga. Die Plätze neun bis zwölf waren die Absteiger in die Oberligen.

### Teilnehmer und Abschlussplatzierungen
Nicht mehr dabei waren sechs Aufsteiger und ein Absteiger aus der Vorsaison. Neu dabei waren die sieben
Aufsteiger (N) aus den Oberligen Südbaden, Baden, Württemberg und der Bayernliga.
|     | Mannschaft                 | Spiele | Punkte |
| --- | -------------------------- | ------ | ------ |
| 1.  | TSV Heiningen 1892 (N)     | 22 *   | 31:13  |
| 2.  | TSV 1895 Oftersheim        | 22     | 31:13  |
| 3.  | TSG Oßweil                 | 22     | 25:19  |
| 4.  | TSB Horkheim               | 22 *   | 24:20  |
| 5.  | SG Köndringen/Teningen (N) | 22     | 24:20  |
| 6.  | TSV Scharnhausen (N)       | 22 *   | 23:21  |
| 7.  | TV Hemsbach (N)            | 22     | 23:21  |
| 8.  | TSV Germania Malsch        | 22     | 20:24  |
| 9.  | Post SV Regensburg (N)     | 22     | 19:25  |
| 10. | SV 1899 Niederbühl         | 22     | 18:26  |
| 11. | TSV 1860 Ansbach (N)       | 22     | 16:28  |
| 12. | SG 07 St.Leon (N)          | 22     | 10:34  |

(N) = neu in der Liga (*) = hatte das bessere Torverhältnis
 Süddeutscher Meister und Aufsteiger zur 2. Bundesliga 1982/83

 Für die Regionalliga Süd 1982/83 qualifiziert

  Absteiger in die Bayernliga 1982/83
  Absteiger in die Oberligen